# Fenotypický dimorfismus
Fenotypický dimorfismus (anglicky phenotypic switching) je schopnost houby tvořit dva různé druhy stélky, v nejběžnějším případě kvasinkové stadium a vláknité stadium. Taková stélka se potom označuje jako dimorfická, dimorfní nebo dvojtvará. Kvasinkové stadium konkrétně u stopkovýtrusných hub nahrazuje primární mycelium.

## Role v onemocnění
Mnohé houby, schopné napadat člověka i další živočichy, jsou schopné vytvářet dva typy stélek. V přírodě za teploty kolem 25–30 °C rostou jako kvasinky („mould“, čili plíseň), zatímco ve výživných podmínkách lidského těla při 37 °C se z nich vyvine stadium vláknité. K takovým houbám patří Candida albicans, ale dále také Blastomyces dermatiditis, Coccidioides immitis a Coccidioides posadosii, některé kmeny Histoplasma capsulatum nebo Penicillium marneffei.